# سلمان (موتور فضایی)
| موتور فضایی سلمان ایران | موتور فضایی سلمان ایران |
| ----------------------- | ----------------------- |
| نوع موشک                | موتور فضایی             |
| تاریخچه خدمت            |                         |
| استفاده کننده           | نیروی هوافضای سپاه      |
| ورود به خدمت            | ۲۰۲۰                    |
| تاریخچه تولید           |                         |
| کشور سازنده             | ایران                   |
| مشخصات                  |                         |
| قطر                     | ۱ متر                   |
| وزن کلی                 | ۱۹۰۰ کیلوگرم            |
| نوع موتور               | سوخت جامد               |
| سکوی پرتاب              | ماهواره‌بر قاصد          |

موتور فضایی سلمان  یک موتور فضایی با سوخت جامد است که توسط نیروی هوافضای سپاه برای استفاده در ماموریت های فضایی ، هم به عنوان مرحله دوم ماهواره‌بر قاصد ، و هم به عنوان بخشی از یک سیستم دفاعی ضد بالیستیک طراحی و ساخته شده است. این سیستم در تاریخ ۲۰ بهمن ۱۳۹۸ رونمایی شد و برای اولین بار در  ۵ اردیبهشت ۱۳۹۹ پرتاب شد و اولین ماهواره نظامی ایران را با نام نور در  مدار قرار داد.   

## مشخصات
وزن موتور سلمان ۱۹۰۰ کیلوگرم است ، قطر آن  ۱ متر است و مدت عملکرد سوزش سوخت آن ۶۰ ثانیه است . بر خلاف طرح های قبلی موشک های غیر نظامی و نظامی ایرانی که بدنه آنها از جنس فولاد بوده است، بدنه سلمان از جنس کامپوزیت الیاف کربن است، این مقوله به شدت وزن بدنه را کاهش می دهد و در نتیجه کرایی عملکرد سامانه را بالا میبرد و قابلیت حمل بار بیشتری را فراهم می کند. نکته تفاوت دیگری در طراحی سلمان با طرح‌های گذشته ایرانی اولین استفاده از سیستم جهت‌دهی رانش گیمبالی برای هدایت  و چرخش موشک است، که  جایگزین سیستم های قدیمیتری مانند سطوح کنترل آیرودینامیکی ، بالک های موتور یا موتورهای ورنیه است که قبلاً مورد استفاده بوده است شده است.   
یک نازل  متحرک گیمبالی چندین مزیت را برای سلمان فراهم می کند در مقایسه با سایر روش های هدایت که منجر به عملکرد و کارایی برتر آن می شود. در مقایسه با بالک های موتور ، در یک سیستم گیمبالی هیچ مقدار نیروی محرکی هدر نمی‌رود. سطوح کنترل اما فقط قابلیت پرواز در اتمسفر را دارند و نمی‌توانند برای تزریق ماهواره یا ورود مجدد به جو وارد عمل شوند . موتور های ورنیه و زیر-سامانه های مرتبط با آنها (لوله کشی، توربو پمپ ها ، مخازن و غیره ...) سنگین هستند و حذف آنها می تواند جای بار بیشتری را برای محموله فراهم کند و کارایی سامانه را بالا ببرد. 

## تاریخچه پرتابها
| شماره پرتاب | تاریخ           | ظرفیت ترابری | نتیجه | توضیحات                           |
| ----------- | --------------- | ------------ | ----- | --------------------------------- |
| ۱           | ۵ اردیبهشت ۱۳۹۹ | نور          | موفق  | اولین ماهواره شناسایی نظامی ایران |

## جستار های وابسته
- ماهواره‌بر قاصد
- نیروی هوافضای سپاه
- ماهواره نور
- سازمان فضایی ایران